# Wereldkampioenschappen wielrennen 2007
De wereldkampioenschappen wielrennen 2007 werden gehouden van 25 tot en met 30 september 2007 in het Duitse Stuttgart. De eerste wedstrijd was de tijdrit voor vrouwen op de ochtend van woensdag 26 september, de laatste de wegwedstrijd voor mannen-elite op zondag 30 september. In 1991 was Stuttgart al eens de gastheer van het WK; toen werd de Italiaan Gianni Bugno wereldkampioen op de weg.

## Parkoers
Het parkoers van het wereldkampioenschap bestond uit een omloop van 19,1 kilometer. De aankomst lag bergop. Het zwaarste stuk kwam rond het vier-kilometerpunt bij de Herdweg, daar moest een stuk van dertien procent worden overwonnen. De mannen-elite dienden het parkoers veertien keer af te leggen, waarbij in totaal 5000 meter hoogteverschil moet worden overwonnen. De beloften kregen negen omlopen voor hun kiezen, de vrouwen zeven.

## Programma
| Datum           | Categorie                               | Lengte            |
| --------------- | --------------------------------------- | ----------------- |
| wo 26 september | Tijdrit mannen beloften Tijdrit vrouwen | 38,1 km 25,1 km   |
| do 27 september | Tijdrit mannen elite                    | 44,9 km           |
| za 29 september | Wegrit mannen beloften Wegrit vrouwen   | 171,9 km 133,7 km |
| zo 30 september | Wegrit mannen elite                     | 267,4 km          |

## Vooraf
Vooraf was het onzeker of het WK überhaupt door zou gaan, door alle recente dopinggevallen en de felle reactie daarop in Duitsland. De dopingcontroles in Stuttgart zijn strenger dan ooit tevoren. De organisatie van het WK baarde de nodige opzien door de voormalige wereldkampioenen Eddy Merckx, Rudi Altig en Gianni Bugno geen officiële uitnodiging te sturen, omdat zij tijdens hun carrière op dopinggebruik betrapt werden.
In de week voorafgaand aan het WK werd de Italiaan Paolo Bettini, de wereldkampioen van 2006, door de Duitse televisiezender ZDF beschuldigd van het leveren van doping aan de geschorste wielrenner Patrik Sinkewitz. Ook werd hem verweten dat hij het charter voor een zuivere wielersport van de Internationale Wielerunie niet heeft ondertekend. De organisatie van het WK, waaronder burgemeester van Stuttgart Wolfgang Schuster, trachtte via de rechter een startverbod op te leggen aan Bettini. De rechter ging daar echter niet op in.
Danilo Di Luca, winnaar van de Ronde van Italië 2007, trok zich daags voor de wegwedstrijd terug nadat het Italiaans Olympisch Comité vier maanden schorsing tegen hem eiste wegens contacten met de omstreden dokter Carlo Santuccione.

## Mannen elite

### Tijdrit
| afstand                             | gem. snelheid |
| ----------------------------------- | ------------- |
| 44,9 km (2 rondes van elk 22,45 km) | 48,375 km/u   |

| pos.   | renner              | land                | tijd   |
| ------ | ------------------- | ------------------- | ------ |
| Goud   | Fabian Cancellara   | Zwitserland         | 55'41" |
| Zilver | László Bodrogi      | Hongarije           | +52"   |
| Brons  | Stef Clement        | Nederland           | +58"   |
| 4      | Bert Grabsch        | Duitsland           | +1'12" |
| 5      | Sebastian Lang      | Duitsland           | +1'17" |
| 6      | Vladimir Goesev     | Rusland             | +1'47" |
| 7      | José Iván Gutiérrez | Spanje              | +1'56" |
| 8      | Andrej Mizoerov     | Kazachstan          | +2'03" |
| 9      | Vasil Kiryjenka     | Wit-Rusland         | z.t.   |
| 10     | Bradley Wiggins     | Verenigd Koninkrijk | +2'11" |

### Weg
| afstand                              | gem. snelheid |
| ------------------------------------ | ------------- |
| 267,4 km (14 rondes van elk 19,1 km) | 39,643 km/u   |

De wegwedstrijd bij de mannen was van begin af aan spannend. Enkele grote groepen wisten los te komen van het peloton maar hun voorsprong werd beperkt gehouden door de Nederlandse ploeg. Nadat de Australiërs het gat hadden dichtgereden, hielden de Italianen het tempo in het peloton hoog, waardoor uitloop-pogingen lastig werden en het peloton snel uitdunde. Twee ronden voor de finish ging Rebellin in de aanval en kreeg Kolobnev met zich mee. De twee leken aanvankelijk weg te komen, maar nadat hun voorsprong was opgelopen tot 35 seconden ging de Spaanse ploeg aan kop van het peloton het gat dichtrijden voor Freire. Op de laatste beklimming van de Birkenkopf zette Bettini aan en reed weg bij het peloton. De uit deze ontsnapping ontstane kopgroep (Bettini, Rebellin, Schleck, Sánchez, Schumacher, Wegmann, Evans, Kroon, Dekker, Boogerd, Gilbert, Leukemans, Elmiger & Kolobnev) werd niet meer bijgehaald door het peloton. Enkele kilometers voor de streep brak deze kopgroep weer en Bettini, Kolobnev, Schumacher, Schleck en Evans bleven met z'n vijven over voor het wereldkampioenschap. Kolobnev ging de sprint aan met Bettini en Schumacher in zijn wiel. Bettini won de sprint en prolongeerde hiermee zijn wereldtitel van 2006.

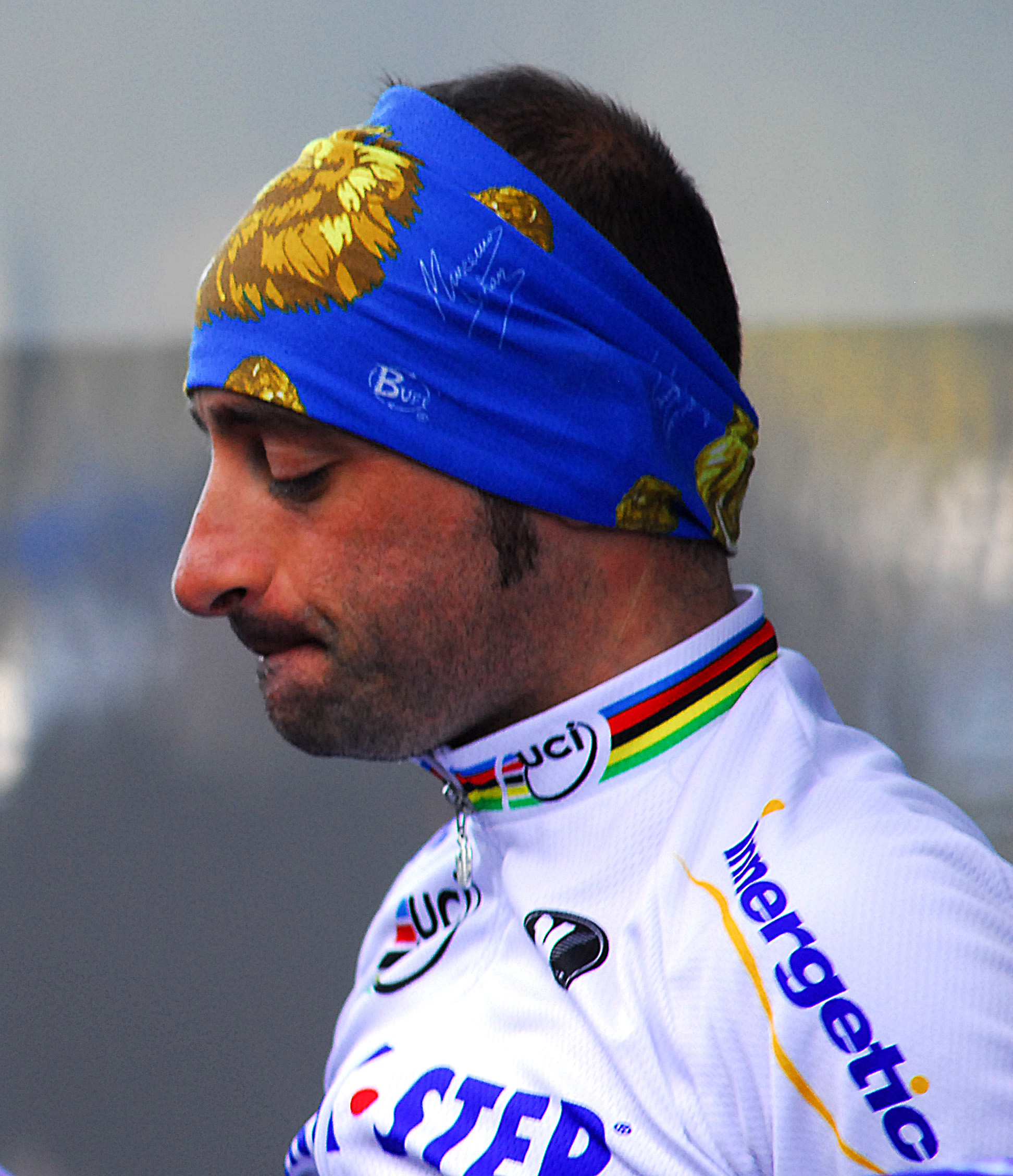
Paolo Bettini

| pos.   | renner             | land        | tijd     |
| ------ | ------------------ | ----------- | -------- |
| Goud   | Paolo Bettini      | Italië      | 6u44'43" |
| Zilver | Aleksandr Kolobnev | Rusland     | z.t.     |
| Brons  | Stefan Schumacher  | Duitsland   | z.t.     |
| 4      | Fränk Schleck      | Luxemburg   | z.t.     |
| 5      | Cadel Evans        | Australië   | z.t.     |
| 6      | Davide Rebellin    | Italië      | +6"      |
| 7      | Samuel Sánchez     | Spanje      | +8"      |
| 8      | Philippe Gilbert   | België      | z.t.     |
| 9      | Fabian Wegmann     | Duitsland   | z.t.     |
| 10     | Martin Elmiger     | Zwitserland | z.t.     |

## Mannen beloften

### Tijdrit
| afstand                            | gem. snelheid |
| ---------------------------------- | ------------- |
| 38,1 km (2 rondes van elk 19,1 km) | 46,906 km/u   |

| pos.   | renner                   | land        | tijd   |
| ------ | ------------------------ | ----------- | ------ |
| Goud   | Lars Boom                | Nederland   | 48'57" |
| Zilver | Michail Ignatiev         | Rusland     | +9"    |
| Brons  | Jérôme Coppel            | Frankrijk   | +45"   |
| 4      | Michael Færk Christensen | Denemarken  | +1'10" |
| 5      | Adriano Malori           | Italië      | +1'12" |
| 6      | Edvald Boasson Hagen     | Noorwegen   | +1'13" |
| 7      | Tanel Kangert            | Estland     | z.t.   |
| 8      | Alexandr Pljoesjin       | Moldavië    | +1'17" |
| 9      | Branislaw Samojlaw       | Wit-Rusland | +1'27" |
| 10     | Francis De Greef         | België      | +1'30" |

### Weg
| afstand                             | gem. snelheid |
| ----------------------------------- | ------------- |
| 171,9 km (9 rondes van elk 19,1 km) | 39,461 km/u   |

| pos.   | renner               | land                | tijd     |
| ------ | -------------------- | ------------------- | -------- |
| Goud   | Peter Velits         | Slowakije           | 4u21'22" |
| Zilver | Wesley Sulzberger    | Australië           | z.t.     |
| Brons  | Jonathan Bellis      | Verenigd Koninkrijk | z.t.     |
| 4      | Tom Leezer           | Nederland           | z.t.     |
| 5      | Danilo Wyss          | Zwitserland         | z.t.     |
| 6      | Jonas Aaen Jørgensen | Denemarken          | z.t.     |
| 7      | Dominic Klemme       | Duitsland           | z.t.     |
| 8      | Florian Vachon       | Frankrijk           | z.t.     |
| 9      | Vitali Boets         | Oekraïne            | z.t.     |
| 10     | Andrey Zeits         | Kazachstan          | z.t.     |

## Vrouwen

### Tijdrit
| afstand                             | gem. snelheid |
| ----------------------------------- | ------------- |
| 25,1 km (2 rondes van elk 12,55 km) | 43,432 km/u   |

| pos.   | renner                 | land                | tijd   |
| ------ | ---------------------- | ------------------- | ------ |
| Goud   | Hanka Kupfernagel      | Duitsland           | 34'43" |
| Zilver | Kristin Armstrong      | Verenigde Staten    | +23"   |
| Brons  | Christiane Söder       | Oostenrijk          | +41"   |
| 4      | Amber Neben            | Verenigde Staten    | +1'02" |
| 5      | Christine Thorburn     | Verenigde Staten    | +1'11" |
| 6      | Priska Doppmann        | Zwitserland         | +1'21" |
| 7      | Jeannie Longo-Ciprelli | Frankrijk           | z.t.   |
| 8      | Emma Pooley            | Verenigd Koninkrijk | +1'32" |
| 9      | Karin Thürig           | Zwitserland         | +1'35" |
| 10     | Meifang Li             | China               | +1'37" |

### Weg
| afstand                             | gem. snelheid |
| ----------------------------------- | ------------- |
| 133,7 km (7 rondes van elk 19,1 km) | 35,406 km/u   |

| pos.   | renner               | land                | tijd     |
| ------ | -------------------- | ------------------- | -------- |
| Goud   | Marta Bastianelli    | Italië              | 3u46'34" |
| Zilver | Marianne Vos         | Nederland           | +6"      |
| Brons  | Giorgia Bronzini     | Italië              | z.t.     |
| 4      | Svetlana Boebnenkova | Rusland             | z.t      |
| 5      | Noemi Cantele        | Italië              | z.t.     |
| 6      | Emma Johansson       | Zweden              | z.t.     |
| 7      | Marina Jaunatre      | Frankrijk           | z.t.     |
| 8      | Oenone Wood          | Australië           | z.t.     |
| 9      | Alexandra Wrubleski  | Canada              | z.t.     |
| 10     | Emma Pooley          | Verenigd Koninkrijk | z.t.     |

## Medaillespiegel
| Plaats | Land                | Goud | Zilver | Brons | Totaal |
| 1      | Italië              | 2    | 0      | 1     | 3      |
| 2      | Nederland           | 1    | 1      | 1     | 3      |
| 3      | Duitsland           | 1    | 0      | 1     | 2      |
| 4      | Slowakije           | 1    | 0      | 0     | 1      |
| 4      | Zwitserland         | 1    | 0      | 0     | 1      |
| 6      | Rusland             | 0    | 2      | 0     | 2      |
| 7      | Australië           | 0    | 1      | 0     | 1      |
| 7      | Hongarije           | 0    | 1      | 0     | 1      |
| 7      | Verenigde Staten    | 0    | 1      | 0     | 1      |
| 10     | Frankrijk           | 0    | 0      | 1     | 1      |
| 10     | Oostenrijk          | 0    | 0      | 1     | 1      |
| 10     | Verenigd Koninkrijk | 0    | 0      | 1     | 1      |
| Totaal | Totaal              | 6    | 6      | 6     | 18     |